# Птахи (п'єса)
«Птахи» — п'єса давньогрецького поета і драматурга Арістофана, вперше поставлена на Великих Діонісіях у 414 році до н. е., де посіла друге місце. Вважається одним з найкращих творів Арістофана.

## Історичний екскурс
Коли «Птахи» були вперше поставлені у 414 р. до н. е., афіняни усе ще сподівалися на успіх Сицилійської експедиції, яка розпочалася роком раніше під проводом Алківіада, який вів цю експедицію з ентузіазмом, та найдосвідченішого генерала Афін — Нікія, який був проти будь-якого ризику. Незважаючи на загальну піднесеність, у Афінах точилися справжні суперечки з приводу нівечення усіх міських герм. Цей прикрий акт вандалізму «очорнив» експедицію ще до того, як кораблі залишили порт. Згодом це спричинить «полювання на відьом», яке проводитимуть екстремісти і яке знайде підтримки у жерців Елевсінських містерій. У свою чергу в антирелігійній діяльності було запідозрено й самого Алківіада, за ним навіть був відправлений корабель, щоб доставити на суд. Проте, Алківіадові вдалося втекти, але його ім'я було «сплямоване». Декількома роками пізніше Алківіад об'єднається із Нікієм й вижене шляхом остракізму політичного діяча — Гіпербола. Гіпербол був основною ціллю сатири Арістофана, до того цю роль виконував Клеон, який помре у 422 році до н. е.

## Особливості
П'єса відрізняється від усіх попередніх творів митця. Так, у ній відсутні прямі політичні спрямування, яких було безліч у попередніх творах Арістофана. В образах птахів можна було впізнати того чи іншого афінського громадянина, хоча п'єса і показала цілковиту відсутність бажання Арістофана втручатися в суспільне життя.
У «Птахах» фантазія Арістофана досягає свого апогею. Повітряне місто іноді витлумачується як мотив утечі із сучасних Афін, однак іронія полягає в тому, що це місто перетворюється в нові Афіни і стає столицею не тільки імперії, а й усього Всесвіту. Пісні птахів, що щебечуть вірші, додають комедії особливе зачарування, а парабаса (хорове звернення до публіки), що оповідає про створення птахами світу, являє собою митецьку пародію на космогонічну поезію. Однак, незважаючи на зовнішню веселість, у цій комедії вперше пролунала смутна нота. Очевидно, Арістофан уже починав гостро відчувати занепад Афін.

## Сюжет
Піфетер («Переконливий») і Евелпід («Запевнений») залишають Афіни в пошуках мирнішого міста. Шлях їм указують два куплених ними птаха. Зазнавши невдачі у пошуках, Піфетер пропонує заснувати повітряне місто. З усіх боків злітаються птахи, що спочатку ворожі людям, але Піфетеру вдається їх переконати, що птахи і є перші боги і, щоб скинути узурпаторів-олімпійців, їм залишається лише побудувати повітряне місто і перехоплювати призначений богам дим жертовних багать. Зводиться місто, що відразу піддається навалі всіляких самозванців, що рвуться в тільки-но створену утопію. Піфетер проганяє їх всіх і домагається вищого тріумфу, коли боги визнають свою поразку, вручають Піфетеру, що став крилатим, державний скіпетр і віддають йому в дружини дочку Зевса — Басілею.

## Переклади
- Комедии Аристофана / Пер. с греч. М. Artaud (3-е изд., 1845). Пер. с фр. В. Т. СПб., 1897.
- Птицы / Пер. М. Скворцова. Варшава, 1874. 106 стр.